# GObject
GObject ist eine unter der freien Lizenz LGPL veröffentlichte Programmbibliothek und ein Framework, das objektorientiertes Programmieren in der Programmiersprache C ermöglicht und auf vielen Plattformen einsetzbar ist.

## Beschreibung
Der Ansatz von GObject entspricht dem von Objective-C, das für Anwendungsentwicklung unter macOS (siehe Cocoa) verwendet wird. GObject ist das Fundament aller GTK+-/Gnome-Anwendungen und die Basisklasse aller GTK-/Gnome-Klassen. GObject hängt lediglich von der libc (siehe Standard C Library/glibc) sowie der GLib ab. GObject stellt weitere Funktionalitäten wie Events, Boxing von Datentypen, Fehlerbehandlung und das Referenzzählen bereit. Objekttypen werden erst zur Laufzeit registriert. Damit wird eine gute Introspektion der Klassen ermöglicht, allerdings auf Kosten fehlender statischer Typsicherheit.
Die Objektorientierung bei GObject ermöglicht im Gegensatz zu C++ keine Mehrfachvererbung. Stattdessen werden Interfaces wie bei Java oder C# eingesetzt. Eine Klasse in GObject wird durch mindestens zwei C-Strukturen implementiert: Eine davon beinhaltet die Informationen der Klasse, zum Beispiel die Methoden/VTable und statische Membervariablen. Die zweite beinhaltet als Instanzinformationen zum Beispiel die Membervariablen. Es gibt keine Zugriffsmodifikatoren public, protected, private wie in den Programmiersprachen C++, Java oder C#; private Klassen-Member können aber durch zusätzliche verborgene C-Strukturen implementiert werden. Diese privaten Strukturen werden nicht in den öffentlichen Header-Dateien der Klasse definiert. Bei der Erstellung einer GObject-Klasse müssen viele Makros und Initialisierungsfunktionen manuell geschrieben werden. Zur Erleichterung beim Schreiben von Klassen gibt es das Werkzeug GOB2 (GObject Builder), welches eine von Java entlehnte Syntax anbietet. GOB2 fungiert als Präprozessor, welcher aus den Objektvorlagen Code für den C-Compiler generiert. Eine Alternative zu GOB2 stellt die Programmiersprache Vala/Genie dar, welches neben dem Codegerüst auch in der Lage ist, den gesamten Quelltext aus C#-ähnlicher Sprache zu übersetzen.
Wichtige Einschränkungen des GObjekt-Frameworks sind die fehlende Unterstützung von Namensräumen, keine Möglichkeit zum Überladen von Operatoren und Methoden sowie die rein „manuelle“ Ausnahmebehandlung.

## Geschichte
Ursprünglich war das Objektsystem von GTK eng mit der Benutzerschnittstelle von GTK verwoben. Erst zur Version 2.0 von GTK/Gnome wurde es in ein eigenes Framework ausgelagert, damit dieses Objektsystem auch ohne Einbindung von GTK für beispielsweise reine kommandozeilengesteuerte Anwendungen und Serveranwendungen ohne grafische Benutzeroberfläche verwendet werden kann.

## Einsatz
Die Kombination von C und GObject wird in vielen erfolgreichen Open-Source-Projekten eingesetzt, allen voran GTK+ und damit schließlich dem kompletten Gnome-Desktop sowie GIMP, Pango und vielen anderen.